# Darkness (The-Police-Lied)

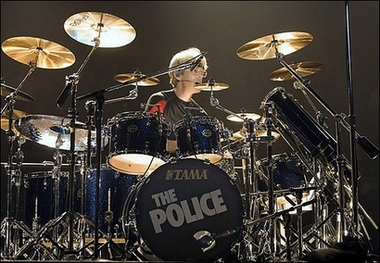
Stewart Copeland (2008)

Darkness  ist ein von Stewart Copeland geschriebenes Lied, das von The Police im Oktober 1981 auf ihrem Album Ghost in the Machine veröffentlicht wurde.

## Songtext
Die Ballade handelt von der Dunkelheit einer Depression und der Unzufriedenheit mit dem Ruhm:

„I wish I never woke up this morning

   Life was easy when it was boring“

„Ich wünschte, ich wäre heute morgen nicht aufgewacht

   Das Leben war einfach, als es langweilig war“

## Rezeption und andere Versionen
Gregor Prato von Allmusic fand das Lied "herausragend".
2021 veröffentlichte die Band Copeland, King, Cosma & Belew, in der Stewart Copeland, Vittorio Cosma, Mark King und Adrian Belew spielen, eine Live-Version des Lieds auf dem Album Gizmodrome Live.

## Musiker
- Sting – Gesang, Bassgitarre
- Stewart Copeland – Schlagzeug
- Andy Summers – Gitarre